# 亚历山德罗夫区
亚历山德罗夫区（俄语：Александровский район）是俄罗斯联邦弗拉基米尔州下辖的一个区，其行政中心为亚历山德罗夫。据2016年统计，该区的人口为109173人。